# Don’t Lie
Don't Lie – piosenka zespołu Black Eyed Peas promująca ich czwarty album studyjny Monkey Business. 23 sierpnia 2005 została wydana jako drugi singel z tej płyty. Tekst do piosenki napisali Will.i.am, Fergie, Taboo, Apl.de.ap, C. Peters, D. Peters i R. Walters. W 2006 utwór otrzymał nominację do Nagrody Grammy w kategorii "Best Pop Performance by a Duo or Group with Vocal". Wideo do piosenki nakręcono w Rio de Janeiro.

## Sukcesy
"Don't Lie" w USA znalazł się na #14 pozycji a w Wielkiej Brytanii na #6. Mimo to trudno było mu się dostać na listy przebojów w USA ponieważ sukces odnosił "My Humps". Piosenkę wydano po ogromnym sukcesie "Don't Phunk with My Heart". Utwór był w stanie dorównać sukcesowi poprzednika przedostając się do pierwszej dziesiątki w piątym tygodniu od wydania. Dwa tygodnie później piosenka zajęła #2 pozycję. "Don't Lie", tak jak poprzednik, był sporym hitem w Ameryce Łacińskiej.

## Lista utworów

### Singel CD
1. "Don't Lie" - 3:40
2. "Shake Your Monkey" - 3:54
3. "Don't Lie" (Beets & Produce NY Mix) - 4:07
4. "Don't Lie" (wideo)

## Pozycje na listach
| Pozycje (2005)                                                            | Miejsce |
| ------------------------------------------------------------------------- | ------- |
| Australian ARIA Singles Chart                                             | 6       |
| Belgium Top 50 Singles                                                    | 14      |
| Canadian Singles Chart                                                    | 26      |
| Eurochart Hot 100 Singles                                                 | 4       |
| French Singles Chart                                                      | 7       |
| Hungary Viva Chart                                                        | 1       |
| Italian Federation of the Italian Music Industry (FIMI) Singles Chart     | 8       |
| New Zealand Recording Industry Association of New Zealand – Singles Chart | 5       |
| Spain Los 40 principales                                                  | 2       |
| Swedish Singles Chart                                                     | 19      |
| Turkish Singles Chart                                                     | 1       |
| U.S. Billboard Hot 100                                                    | 14      |
| U.S. Billboard Pop 100                                                    | 9       |
| UK Singles Chart                                                          | 6       |